# Jamaica en los Juegos Olímpicos de Barcelona 1992
Jamaica estuvo representada en los Juegos Olímpicos de Barcelona 1992 por un total de 36 deportistas que compitieron en 5 deportes.  
La portadora de la bandera en la ceremonia de apertura fue la atleta Merlene Ottey.

## Medallistas
El equipo olímpico jamaicano obtuvo las siguientes medallas:
| Nombre          | Deporte   | Competición        |
| --------------- | --------- | ------------------ |
| Oro             |           |                    |
| —               |           |                    |
| Plata           |           |                    |
| Juliet Cuthbert | Atletismo | 100 m F            |
| Juliet Cuthbert | Atletismo | 200 m F            |
| Winthrop Graham | Atletismo | 400 m con vallas M |
| Bronce          |           |                    |
| Merlene Ottey   | Atletismo | 200 m F            |